# 偏振测量

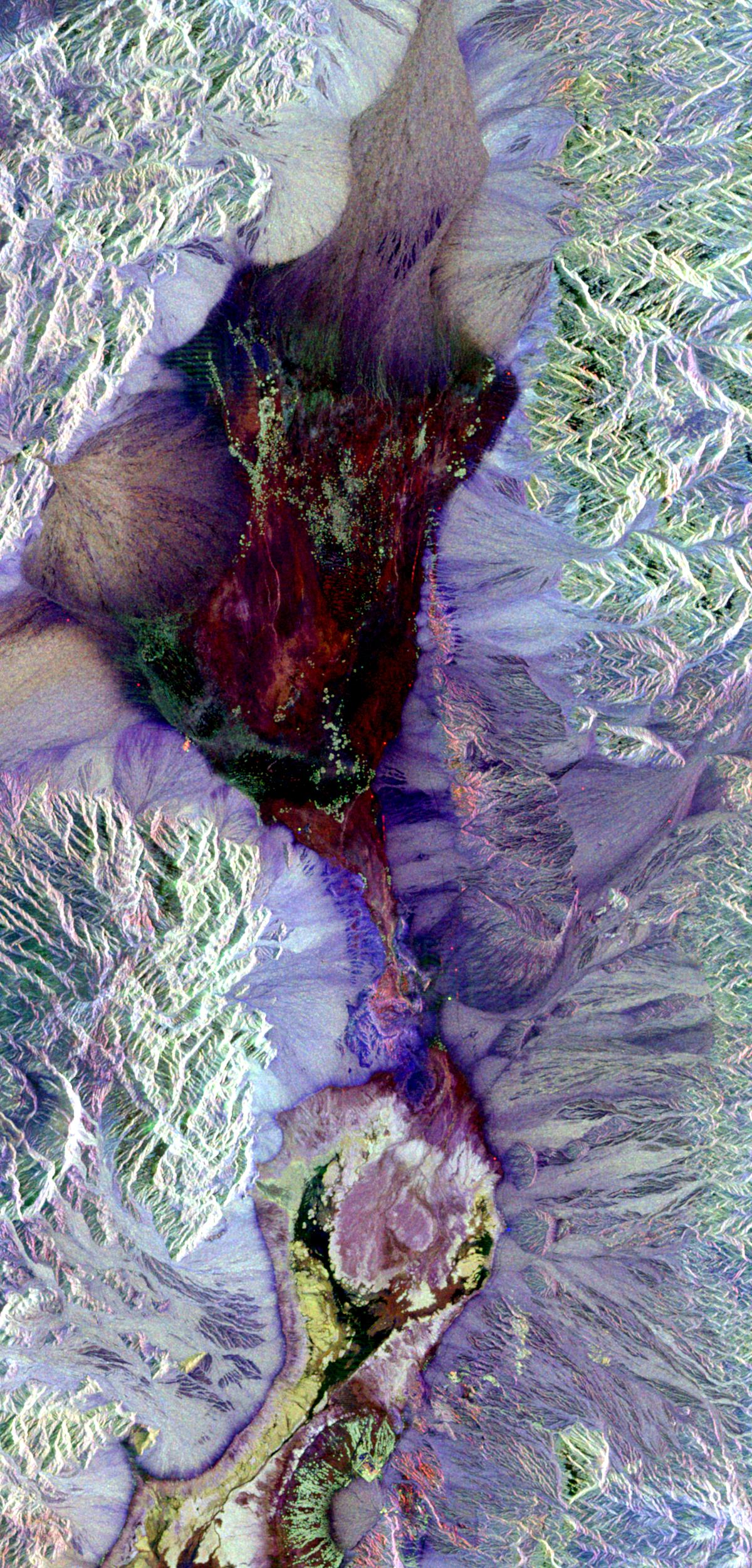
死亡谷的综合孔径雷达图，用偏振测量上色。

偏振测量是一种测量并呈现横波偏振的方法，尤其是用于电磁波。典型的偏振测量是通过分析目标材料所透过、反射、折射乃至衍射的电磁波来描述该物体的种种特性。

## 应用
椭圆偏振技术，常用于薄膜或平面的偏振测量。
遥感技术，用于行星科学和气象雷达。